# NGC 1095
NGC 1095 é uma galáxia espiral barrada (SBc) localizada na direcção da constelação de Cetus. Possui uma declinação de +04° 38' 17" e uma ascensão recta de 2 horas, 47 minutos e 37,7 segundos.
A galáxia NGC 1095 foi descoberta em 11 de Dezembro de 1876 por Édouard Jean-Marie Stephan.